# Sân bay quốc tế Tirana Nënë Tereza
Sân bay quốc tế Tirana Nënë Tereza (IATA: TIA, ICAO: LATI) là sân bay quốc tế duy nhất của Albania. Sân bay này thường được gọi là Sân bay quốc tế Rinas, nằm ở làng Rinas, cách Tirana 25 km về phía tây bắc. Năm 2001, sân bay này được đặt tên theo mẹ Teresa, một người gốc Albani. Năm 2007, sân bay này phục vụ 1.107.325 lượt khách và 3483 tấn hàng hóa. Lượng khách tăng 22% so với năm 2006, lượng hàng hóa tăng 65% so với năm 2006.

## Các hãng hàng không và các tuyến điểm
- Adria Airways (Ljubljana)
- Aegean Airlines (Athens)
- Albanian Airlines (Athens, Bologna, Brussels, Frankfurt, Istanbul-Atatürk, London-Stansted, Milano-Malpensa, Pristina, Rimini, Rome-Fiumicino, Turin)
- Alitalia (Milan-Malpensa, Rome-Fiumicino)
- Austrian Airlines
  - Austrian Arrows operated by Tyrolean Airways (Vienna)
- Belle Air (Bari, Cuneo, Bologna-Forli, Florence, Genoa, Milan-Malpensa, Milan-Orio, Parma, Perugia, Pisa, Pristina, Rome-Fiumicino, Trieste, Venice-Treviso, Verona)
- British Airways (London-Gatwick)
- Bulgaria Air (Sofia with stopover in Skopje)
- Germanwings (Cologne/Bonn)
- Jat Airways (Belgrade)
- Lufthansa
  - operated by Lufthansa CityLine (Munich)
- Malév Hungarian Airlines (Budapest)
- Olympic Airlines (Athens)
- Turkish Airlines (Istanbul-Atatürk)

5 hãng hàng đầu ở đây năm 2007
- Belle Air - 24%
- Alitalia - 20%
- Albanian Airlines - 14%
- Austrian Airlines - 9%
- Turkish Airlines - 5%